# Canyon–SRAM
Canyon–SRAM (UCI kód: CSR) je německý profesionální silniční cyklistický tým na úrovni UCI Women's WorldTeam založený v roce 2016. Titulárními sponzory týmu jsou společnosti Canyon Bicycles a SRAM Corporation. Týmové oblečení dodává londýnská firma Rapha. Tým byl založen generálním manažerem Ronnym Laukem po zániku jeho dřívějšího týmu Velocio–SRAM.

## Historie
V září 2017 tým oznámil příchod Alice Barnesové, německé národní šampionky Lisy Kleinové a Christy Riffelové.

## Soupiska týmu
K 10. lednu 2021
- Alena Amialiusiková (BLR) (* 6. února 1989)
- Alice Barnesová (GBR) (* 17. července 1995)
- Hannah Barnesová (GBR) (* 4. května 1993)
- Neve Bradburyová (AUS) (* 11. dubna 2002)
- Elise Chabbeyová (SUI) (* 24. dubna 1993)
- Tiffany Cromwellová (AUS) (* 6. července 1988)
- Chloé Dygertová (USA) (* 1. ledna 1997)
- Ella Harrisová (NZL) (* 18. července 1998)
- Mikayla Harveyová (NZL) (* 7. září 1998)
- Lisa Kleinová (GER) (* 15. července 1996)
- Hannah Ludwigová (GER) (* 15. února 2000)
- Katarzyna Niewiadomá (POL) (* 29. září 1994)
- Alexis Ryanová (USA)  (* 18. srpna 1994)
- Omer Shapiraová (ISR) (* 9. září 1994)

## Vítězství na šampionátech
2016
 Německá časovka, Trixi Worracková
 Německý silniční závod, Mieke Krögerová
 Britský silniční závod, Hannah Barnesová
2017
 Německá časovka, Trixi Worracková
 Francouzské MTB (XCO), Pauline Ferrandová-Prévotová
2018
 Francouzský cyklokros, Pauline Ferrandová-Prévotová
 Běloruská časovka, Alena Amialiusiková
 Britská časovka, Hannah Barnesová
 Běloruský silniční závod, Alena Amialiusiková
 Italská časovka, Elena Cecchiniová
 Německé omnium, Lisa Kleinová
2019
 Izraelská časovka, Rotem Gafinovitzová
 Izraelský silniční závod, Omer Shapiraová
 Britská časovka, Alice Barnesová
 Německá časovka, Lisa Kleinová
 Mistryně Evropy v časovce do 23 let, Hannah Ludwigová
2020
 Novozélandská časovka do 23 let, Ella Harrisová
 Izraelská časovka, Omer Shapiraová
 Izraelský silniční závod, Omer Shapiraová
2021
 Americká časovka, Chloé Dygertová
 Izraelský silniční závod, Omer Shapiraová